# Jakobus Kaffanke

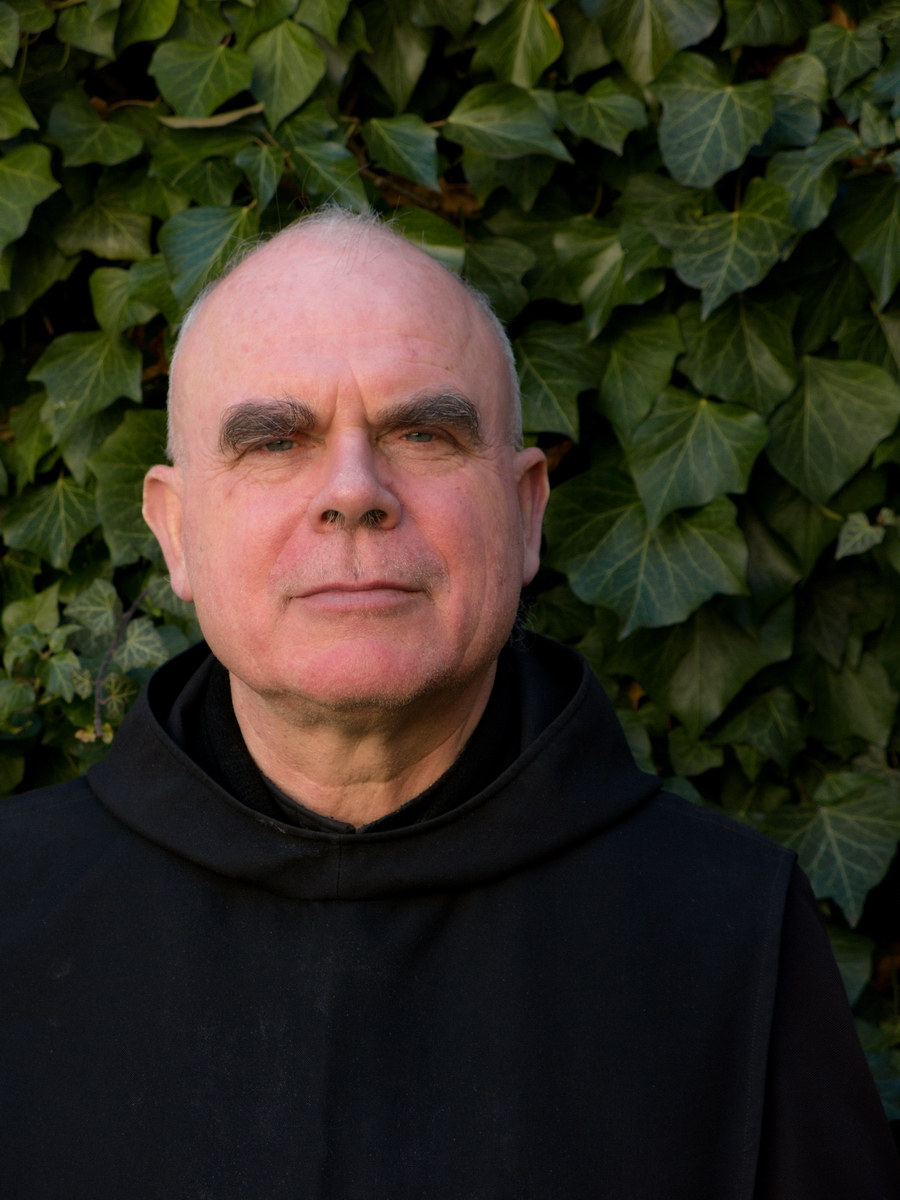
Jakobus Kaffanke OSB

Jakobus (Erhard) Kaffanke OSB (* 1949 in Magdeburg) ist ein deutscher Benediktinerbruder sowie Eremit, Jakobspilger, Theologe, Moderator, Autor und Herausgeber.

## Leben
Erhard Kaffanke wurde in Magdeburg geboren und lebte seit 1953 zusammen mit seiner Familie in der Bundesrepublik Deutschland. Er absolvierte nach seinem Abitur 1967 in Bingen am Rhein seinen Grundwehrdienst. Anschließend studierte er Rechtswissenschaften, Philosophie und Theologie in Bonn, Heidelberg und Benediktbeuern mit Abschluss Diplom-Theologe. 1983 trat er der Ordensgemeinschaft der Benediktiner in der Erzabtei Beuron bei. Er nahm den Ordensnamen Jakobus an und lebt als Ordensbruder im Kloster Beuron (Obere Donau) sowie seit 1993 als Eremit in der Klause St. Benedikt auf der Burg Ramsberg (seit 11. Jh.) mit der Kapelle St. Wendelin (seit 1467), bei Großschönach.
Kaffanke leitet Meditationskurse zur Christlichen Zen-Meditation und Seminare zur Spiritualität und Mystik, Interreligiösem Dialog sowie zur Wirtschaftsethik. Er hat zahlreiche Bücher und Arbeiten veröffentlicht, darunter mit dem russisch-orthodoxen Eremiten Gabriel Bunge die Reihe „Weisungen der Väter“ mit derzeit 26 Bänden zum alten Mönchtum, das „Beuroner Forum“ (11 Bände), die Reihe EREMOS mit bisher 5 Bänden und zahlreiche Einzelbände. Er ist Redaktionsmitglied in der Reihe „Paradies der Väter-Schriften syrischer Mystiker“. Gemeinsam mit dem Landkreis Sigmaringen und der 10. Panzerdivision hat er – nach einem Symposion – ein Werk zu den Motivationen des Widerstandskämpfer Claus Schenk Graf von Stauffenberg, eine der zentralen Persönlichkeiten des militärischen Widerstandes gegen den Nationalsozialismus im Deutschen Reich (sogenanntem „Dritten Reich“), herausgegeben. Von 2000 bis 2009 pilgerte er mit einer Gruppe circa 2500 Kilometer auf dem Jakobsweg nach Santiago de Compostela und gründete die Beuroner Jakobspilger Gemeinschaft, die heute die Via Beuronensis mit sieben Teilstrecken auf etwa 600 km zwischen Tübingen/Ulm und Konstanz betreibt.
Kaffanke war erster Vorsitzender des Seuse-Vereins in Überlingen am Bodensee.
Kaffanke ist Mitglied im wissenschaftlichen Beirat des Campus Galli Vereins „Karolingische Klosterstadt e.V.“

## Ehrung
Für seine „Verdienste um die Erforschung und Vermittlung der Grundlagen der christlichen und zumal benediktinischen Spiritualität sowie der regionalen Geschichte“ erhielt er 2013 die Silberne Verdienstmedaille des Kreises Sigmaringen.

## Schriften (Auswahl)

### Autor
- »...weil sie mehr liebte.« Frauen im frühen Mönchtum. Beuroner Kunstverlag, Beuron 2002, ISBN 3-87071-090-X
- Heinrich Seuse – Diener der Ewigen Weisheit. LIT Verlag, Münster 2013, ISBN 3-643-99855-4
- Peter Häger (Autor), Jakobus Kaffanke (Autor): Beuroner Forum Edition 2014. Lit Verlag, Münster 2014, ISBN 3-643-12442-2 (insgesamt 11 Bände)
- Linus Eibicht (Autor), Jakobus Kaffanke (Autor), Cyrill Schäfer (Hrsg.): Im Chaos Ordnung finden: Impulse aus der Tradition der Mönche. Vier Türme Verlag, Münsterschwarzach 2014, ISBN 3-89680-910-5

### Herausgeberschaft (Auswahl)
- Jakobus Kaffanke (Hrsg./ Autor), Nikolaus Egender (Autor): Neige das Ohr deines Herzens!: Gebet und Meditation bei den Wüstenvätern. Katholische Akad. Freiburg 1999, ISBN 3-928698-17-6.
- Jakobus Kaffanke (Hrsg.), Katharina Oost (Hrsg.): Ich betrachtete Beuron wie den Vorhof des Himmels: Edith Stein und Beuron. Beuroner Kunstverlag, Beuron 2003, ISBN 3-87071-110-8.
- Jakobus Kaffanke (Hrsg.), Sophronia Feldhohn (Übersetzer): Sich täglich den Tod vor Augen halten: Sterbeberichte früher Mönche und Nonnen, Beuroner Kunstverlag, Beuron 2007, ISBN 3-87071-137-X.
- Stefan Blanz, Peter Häger, Jakobus Kaffanke OSB (Hrsg.): Beuroner Forum 2008. Beuroner Kunstverlag, Beuron 2008, ISBN 978-3-643-10072-6
- Gabriel Bunge (Hrsg.), Jakobus Kaffanke (Hrsg.): Der Praktikos. Beuroner Kunstverlag, Beuron 2009, ISBN 3-87071-170-1
- Jakobus Kaffanke (Hrsg.): Höre, mein Sohn!: Der Prolog der Regula Benedikti – Quellen und Erwägungen. Beuroner Kunstverlag, Beuron 2009, ISBN 3-87071-191-4
- Jakobus Kaffanke (Hrsg.), Joachim Köhler (Hrsg.): Mehr nützen als herrschen!: Raphael Walzer OSB, Erzabt von Beuron, 1918-1937. LIT Verlag, Münster 2. Auflage 2010, ISBN 3-8258-1327-4
- Jakobus Kaffanke (Hrsg.): Spirituelle Blütenlese I: Schriften zum geistlichen Weg 2010/2011. LIT-Verlag 2011, ISBN 3-643-10783-8.
- Jakobus Kaffanke (Hrsg.), Thomas Krause (Hrsg.), Edwin E Weber (Hrsg.): Es lebe das 'Geheime Deutschland'!: Claus Schenk Graf von Stauffenberg. Person – Motivation – Rezeption. LIT-Verlag, Münster 2. Auflage 2012, ISBN 3-643-10144-9.
- Linus Eibicht (Hrsg.), Jakobus Kaffanke (Hrsg.), Cyrill Schäfer (Hrsg.): Das Schauen Gottes wiedererlangen: Kontemplation als Leben des inneren Menschen und als Herz des Mönchtums. Beuroner Kunstverlag, Beuron 2012, ISBN 3-87071-288-0.
- J. Kaffanke (Hrsg.), E. Kammerer (Hrsg.), F. Meyer (Hrsg.): Alte Burg und Ort der Stille. 1000 Jahre Ramsberg im Linzgau. Gmeiner-Verlag, Meßkirch 2012, ISBN 978-3-8392-1333-9.
- Theodor Hogg (Hrsg.), Jakobus Kaffanke (Hrsg.): Den unberechenbaren Tod täglich vor Augen haben: Necrologium Beuronense 1863 - 2013. Beuroner Kunstverlag, Beuron 2013, ISBN 3-87071-307-0.
- Jakobus Kaffanke (Hrsg.): Benedikt von Nursia und Benedikt von Aniane – Karl der Große und die Schaffung des "Karolingischen Mönchtums". Beuroner Kunstverlag, Beuron 2016, ISBN 978-3-87071-339-3.
- Jakobus Kaffanke und Binger St. Rochusbruderschaft von 1754 e.V. (Hrsg.): Das Rupertus-Büchlein von Dr. Peter Bruder, Caplan in Bingen a. Rh. (1882). Binger St. Rochusbruderschaft von 1754 e.V., Bingen verbesserte Neuauflage 2024, ISBN 978-3-00-078374-6.